# Barnaby Joyce
Barnaby Thomas Gerald Joyce, né le 17 avril 1967, est un homme politique australien, membre du Parti national dont il fut le chef de 2016 à 2018 et de 2021 à 2022. 

## Biographie
Le 14 août 2017, il découvre au Parlement, après la question d'un député travailliste de Nouvelle-Zélande, qu'il possède également la nationalité néo-zélandaise, puisque son père l'était et qu'elle se transmet automatiquement. Cela provoque une polémique car les binationaux sont inéligibles et que Barnaby Joyce est connu pour ses positions conservatrices. Fin octobre, la Haute Cour d'Australie invalide son élection - ainsi que celle de 3 sénateurs - pour ce motif, privant ainsi le gouvernement de la majorité absolue, qui ne tenait qu'à un siège ; une élection législative partielle a lieu le 2 décembre, à laquelle il est candidat, ayant renoncé à cette deuxième nationalité. Il est réélu député à la Chambre des représentants lors de l'élection partielle. Il gagne une notoriété internationale en menaçant de faire euthanasier les chiens de l'acteur Johnny Depp, entrés illégalement en Australie.
Il redevient vice-premier ministre le 6 décembre 2017 et brièvement ministre de l'agriculture jusqu'au 20 décembre, date à laquelle il est nommé ministre des Infrastructures et des Transports.
Le 23 février 2018, Barnaby Joyce déclare qu'il démissionnera de son poste de vice-premier ministre et de chef du Parti national en date du 26 février. Cette décision est due au scandale lié à sa liaison avec une collaboratrice, enceinte de lui, suivi par des accusations anonymes de harcèlement sexuels. Son successeur à la tête du Parti national, Michael McCormack, prend sa place au poste de vice-premier ministre selon un accord entre le Parti national et le Parti libéral.
Le 21 juin 2021, toutefois, son parti évince Michael McCormack de son poste de chef et de vice-Premier ministre, et y élit Barnaby Joyce. Alors que l'Australie est sous la pression de ses alliés le Royaume-Uni de Boris Johnson et les États-Unis de Joe Biden pour agir contre le réchauffement climatique, le gouvernement de Scott Morrison, défenseur de l'industrie du charbon, avait laissé entendre qu'il songerait à viser une réduction à zéro des émissions nettes de carbone de l'Australie pour 2050. Le Parti national reproche alors à Michael McCormack de ne pas s'être opposé plus fermement à cette perspective. Barnaby Joyce est ainsi chargé par le parti de freiner les avancées concrètes contre le réchauffement climatique. 
Le 29 juin 2021, alors qu'il est vice-premier ministre d'Australie, Barnaby Joyce a reçu une amende de 200$ pour non port du masque dans un espace public pendant le deuxième confinement de la ville de Sydney en raison de l'épidémie de COVID-19. 